# Robert Nichols
Robert Malise Bowyer Nichols, född 1893, död 17 december 1944, var en brittisk författare.
Nichols tillhörde den författargeneration vars dovt bittra ton inspirerades av första världskrigets upplevelser. Han debuterade med Invocation (1915), följd av Ardours and endurances (1917) samt The budded branch (1918). Han skrev även dramer som Guilty souls (1922) och Wings over Europe (1929, i samarbete med Maurice Browne) samt noveller som Fantastica (1929).